# 埃默森 (喬治亞州)
埃默森（英語：Emerson）是一個位於美國喬治亞州巴托縣的城市。

## 地理
埃默森的座標為34°07′36″N 84°45′25″W / 34.12667°N 84.75694°W，而該地的平均海拔高度為254米（即833英尺）。

## 人口
根據2010年美國人口普查的數據，埃默森的面積為18.95平方千米，當中陸地面積為18.91平方千米，而水域面積為0.04平方千米。當地共有人口1619人，而人口密度為每平方千米85人。